# Cyclocausta
Cyclocausta é um gênero de mariposa pertencente à família Crambidae.